# Az-Zahra (Idlib)
Az-Zahra – wieś w Syrii, w muhafazie Idlib. W 2004 roku liczyła 871 mieszkańców.